# Axel Encinas
Axel Alejandro Encinas (Don Torcuato, 24 maggio 2004) è un calciatore argentino, centrocampista dell'Unión La Calera.

## Caratteristiche tecniche
Centrocampista offensivo, predilige agire sulla fascia destra.

## Carriera

### Club
Encinas è cresciuto nel settore giovanile del River Plate, con cui ha firmato il primo contratto professionistico il 31 dicembre 2022. Nel gennaio del 2024 ha tuttavia rescisso il contratto con il club biancorosso per poi unirsi all'Unión La Calera. Ha giocato il suo primo incontro ufficiale il 4 aprile 2024 in Coppa Sudamericana contro l'Alianza Lima.

### Nazionale
Ha giocato nella nazionale argentina Under-16.
Nel 2023 ha partecipato con l'Argentina Under-20 al campionato sudamericano.

## Statistiche

### Presenze e reti nei club
Statistiche aggiornate al 30 maggio 2024.
| Stagione        | Squadra         | Campionato      | Campionato | Campionato | Coppe nazionali | Coppe nazionali | Coppe nazionali | Coppe continentali | Coppe continentali | Coppe continentali | Altre coppe | Altre coppe | Altre coppe | Totale | Totale | Totale |
| Stagione        | Squadra         | Comp            | Pres       | Reti       | Comp            | Pres            | Reti            | Comp               | Pres               | Reti               | Comp        | Pres        | Reti        | Pres   | Reti   |        |
| --------------- | --------------- | --------------- | ---------- | ---------- | --------------- | --------------- | --------------- | ------------------ | ------------------ | ------------------ | ----------- | ----------- | ----------- | ------ | ------ | ------ |
| 2024            | Unión La Calera | PD              | 5          | 0          | CC              | 0               | 0               | CS                 | 5                  | 0                  |             | -           | -           | 10     | 0      |        |
| Totale carriera | Totale carriera | Totale carriera | 5          | 0          |                 | 0               | 0               |                    | 5                  | 0                  |             | -           | -           | 10     | 0      |        |